# Intercity (Belgien)

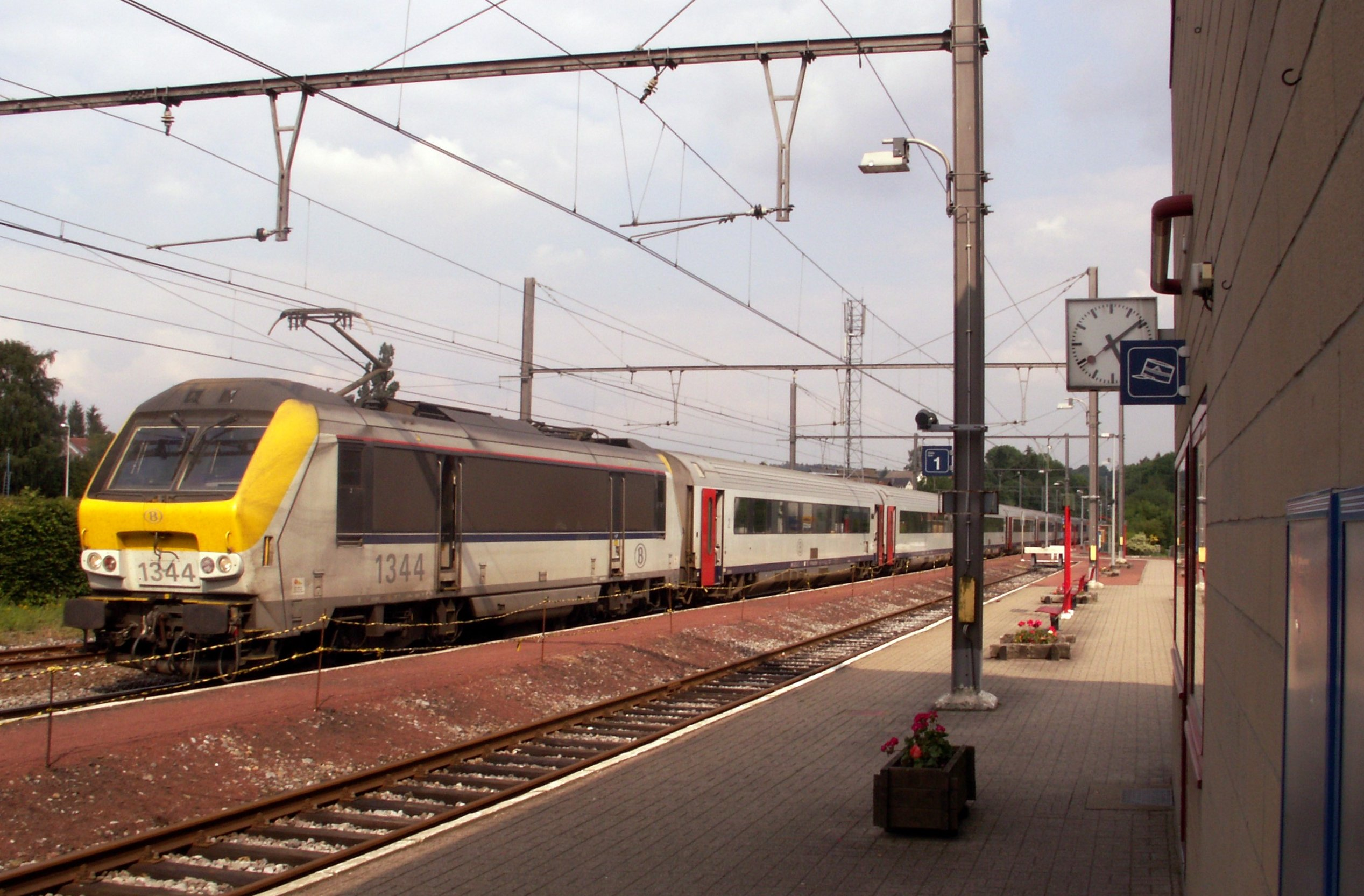
IC A (heute: IC 01) in Eupen, 2007

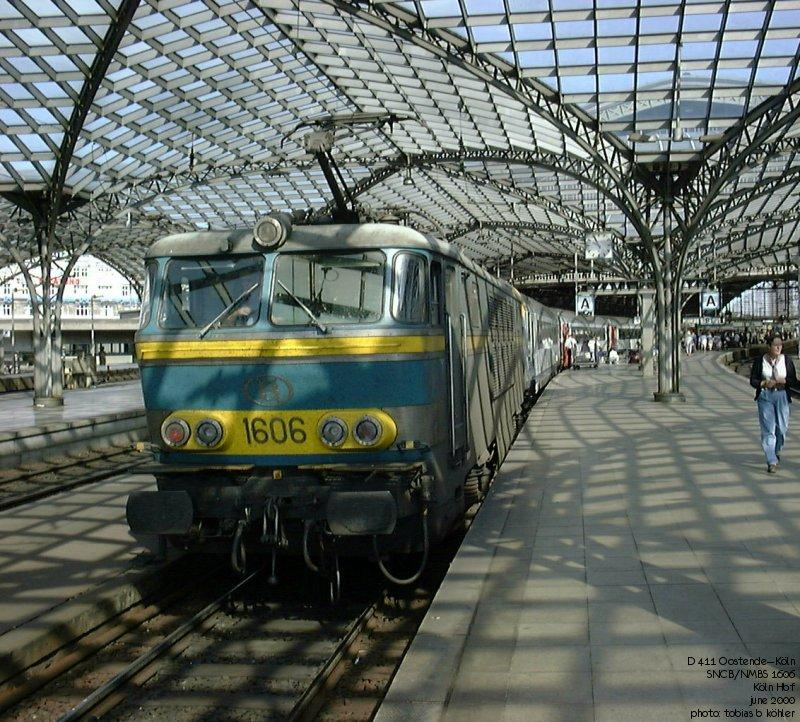
Intercity Ostende–Köln in Köln Hbf, Juni 2000

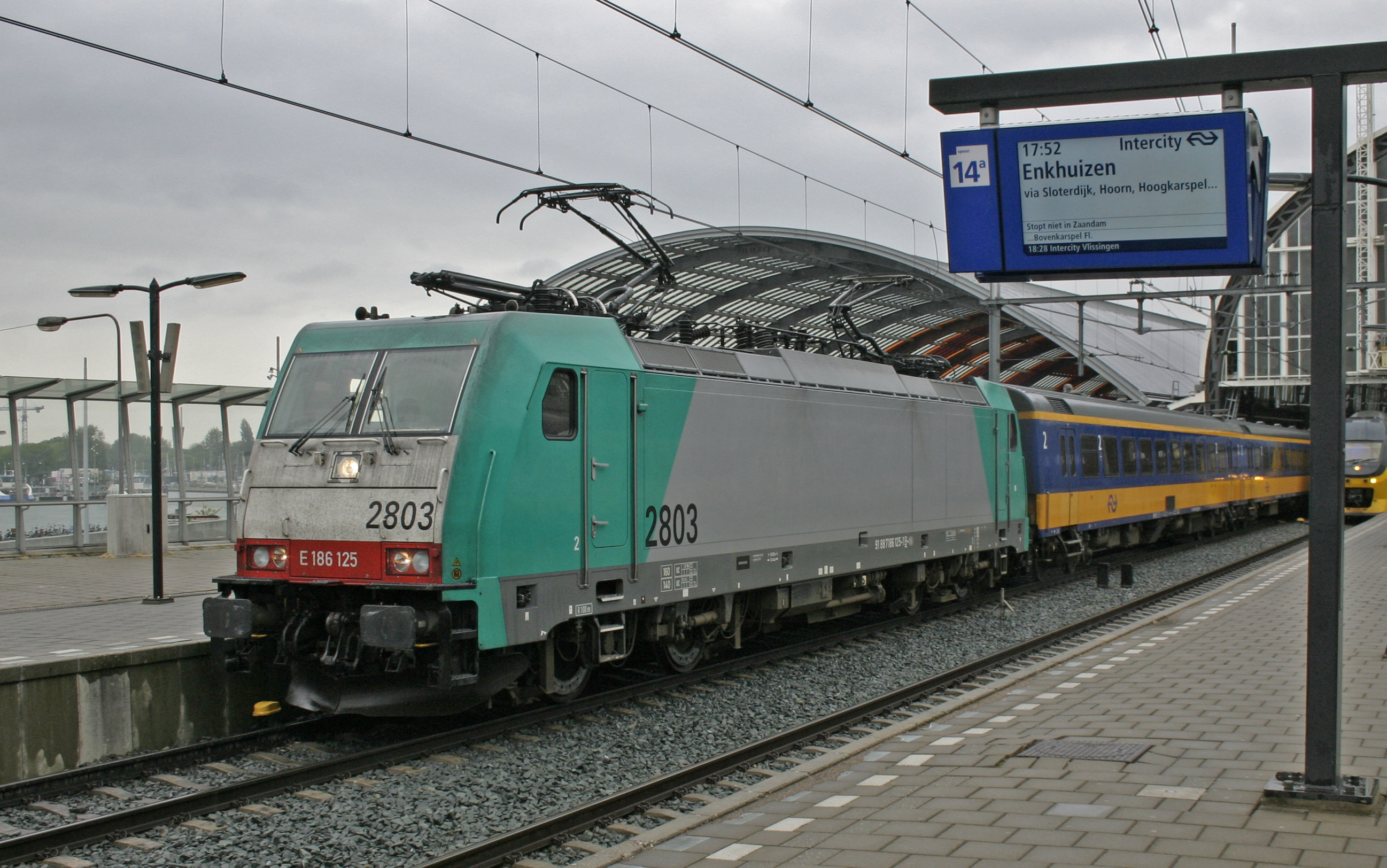
IC 35 Amsterdam – Brussel Zuid in Amsterdam C, 2015

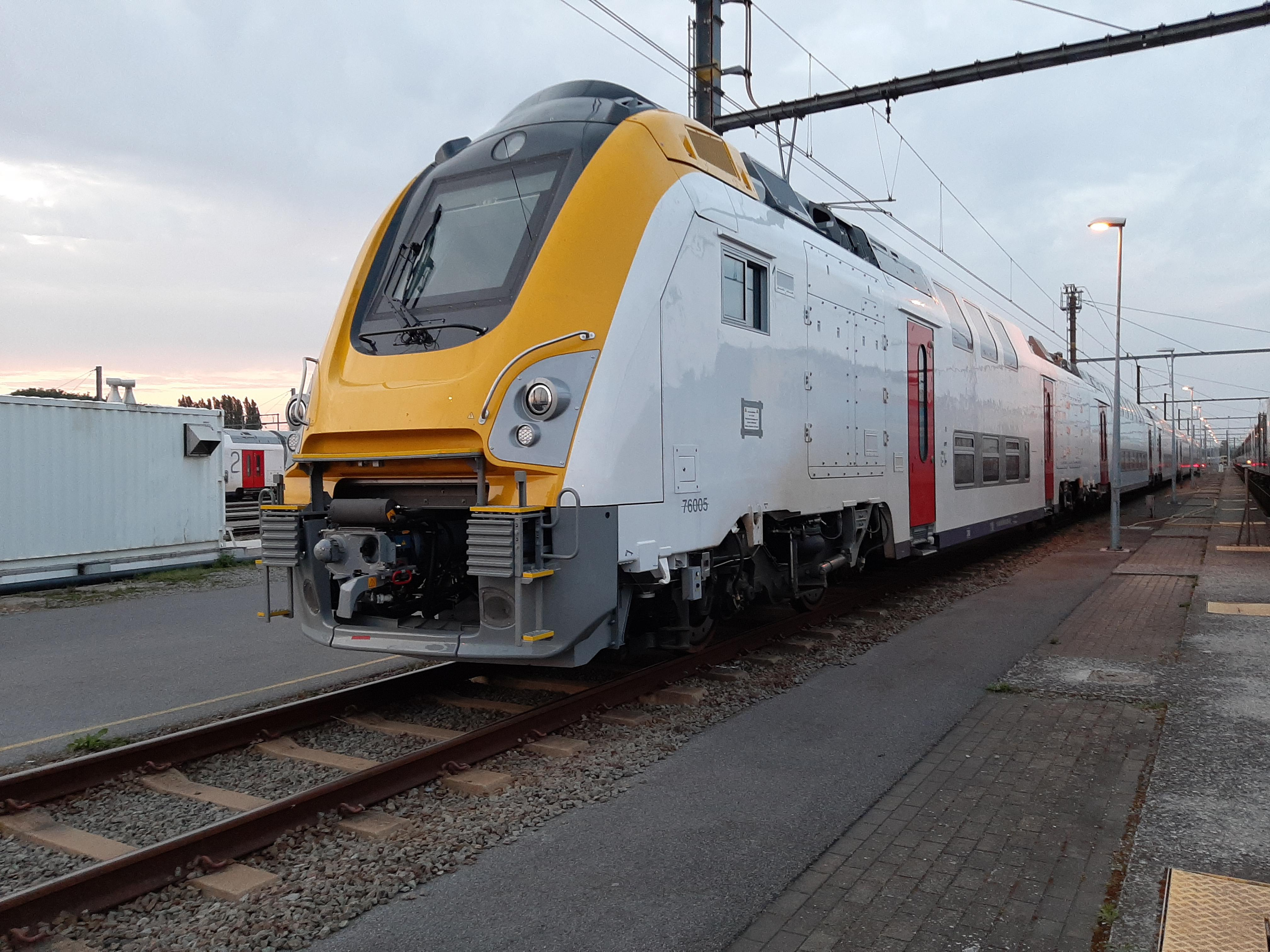
Triebwagen Gattung Bmx M7-Wagen, 2020

Der Intercity in Belgien (offizielle Schreibweise: InterCity; Kurzform: IC) ist eine international verwendete Zuggattung.
In Belgien betreibt die NMBS/SNCB ein dichtes Netz von Intercity-Zügen überwiegend im Stundentakt. Der Intercity wurde in Belgien im Jahr 1984 eingeführt. Neben den innerbelgischen Verbindungen existieren auch grenzüberschreitende IC-Züge nach Frankreich, Luxemburg und in die Niederlande. Bis 2002 existierte auch eine IC-Verbindung von Ostende über Aachen nach Köln, an deren Stelle die Fernverkehrszüge Thalys und ICE International getreten sind. Der Zweckverband Nahverkehr Rheinland (NVR) plante, der derzeit in Welkenraedt endende IC 12 aus Kortrijk bis nach Aachen Hauptbahnhof verkehren zu lassen.  Die Deutschsprachige Gemeinschaft Belgiens (DG) wünschte die Verlängerung des IC 12  bis zum Bahnhof Eupen, um so einen 30-Minuten-Takt zu erreichen. Keiner der beiden Vorhaben wurden bisher von den Belgischen Eisenbahnen umgesetzt.
Als am 14. Dezember 2014 die Zuggattung InterRegio eingestellt wurde, wurden die Interregio-Linien auf die Gattungen L und IC verteilt, sodass sich die Anzahl der IC-Linien von 18 auf 36 erhöhte. Zu diesem Anlass wurden außerdem die vorherigen Buchstaben durch Ziffern ersetzt, so wurde aus der Linie IC A bspw. die IC 01.
Die Qualität, Durchschnittsgeschwindigkeit und Halteabstände der belgischen IC-Züge entspricht den niederländischen IC-Zügen. Anders als in Deutschland muss für die Nutzung des Intercitys in Belgien kein Zuschlag entrichtet werden: Eine Fahrt auf derselben Strecke kostet im IC nicht mehr als in einem Regionalzug.

## Fahrzeuge
Bei Einführung des Intercitys in Belgien waren die Triebzüge der Reihe AM 80 dessen Aushängeschild. Sie wurden jedoch, auch aufgrund fehlender Klimatisierung, mittlerweile auf vielen Strecken durch die Triebzüge der Reihe AM 96 ersetzt. Außerdem kommen lokbespannte Wendezüge mit I11-Wagen und zweistöckigen M6-Wagen und M7-Wagen zum Einsatz. Als Lokomotiven werden dabei vor allem Maschinen der Reihe 13, der Reihe 18/19, der Reihe 21 und der Reihe 27 eingesetzt.

## Aktuelles Liniennetz
Seit dem Fahrplanwechsel am 14. Dezember 2014 werden folgende Linien befahren:
Dabei ist zu beachten, dass einige IC-Linien am Wochenende nicht oder einen geringfügig anderen Linienweg fahren.
| Linie    | Zuglauf                                                                                             |
| -------- | --------------------------------------------------------------------------------------------------- |
| IC 01    | Eupen – Verviers – Lüttich – Löwen – Brüssel – Ostende                                              |
| IC 02    | Ostende – Brügge – Gent – Sint-Niklaas – Antwerpen                                                  |
| IC 03    | Genk – Landen – Löwen – Brüssel – Gent – Knokke / Blankenberge                                      |
| IC 04    | Antwerpen – Gent – Kortrijk – Lille                                                                 |
| IC 05    | Charleroi – Nivelles – Brüssel – Mechelen – Antwerpen                                               |
| IC 06    | Tournai – Ath – Enghien/Edingen – Brüssel – Flughafen Brüssel                                       |
| IC 06A   | Flughafen Brüssel – Brüssel – 's Gravenbrakel – Mons                                                |
| IC 07    | Charleroi – Nivelles – Brüssel – Mechelen – Antwerpen                                               |
| IC 08    | Antwerpen – Mechelen – Flughafen Brüssel – Löwen – Hasselt                                          |
| IC 09    | Antwerpen – Lier – Heist-op-den-Berg – Aarschot – Löwen                                             |
| IC 10    | Antwerpen – Lier – Herentals – Mol – Hasselt                                                        |
| IC 11    | Binche – La Louvière – 's Gravenbrakel – Brüssel – Mechelen – Turnhout                              |
| IC 12    | (Ostende –) Kortrijk – Gent – Brüssel – Löwen – Lüttich – Verviers – Welkenrath                     |
| IC 13    | Kortrijk – Zottegem – Burst – Denderleeuw – Schaerbeek                                              |
| IC 14    | Quièvrain – Mons – 's Gravenbrakel – Brüssel – Löwen – Lüttich                                      |
| IC 15    | Antwerpen – Noorderkempen                                                                           |
| IC 16-34 | Brüssel – Namur – Arlon – Luxemburg                                                                 |
| IC 17    | Schaerbeek – Brüssel-Luxemburg Bf. – Ottignies – Namur – Dinant                                     |
| IC 18    | Brüssel – Brüssel-Luxemburg Bf. – Ottignies – Namur – Huy – Lüttich-Guillemins – Lüttich-St-Lambert |
| IC 19    | Lille – Tournai – Mons – Charleroi – Namur                                                          |
| IC 20    | Gent – Aalst – Brüssel – Aarschot – Hasselt – Tongern                                               |
| IC 21    | Gent – Dendermonde – Mechelen – Löwen                                                               |
| IC 22    | Brüssel – Mechelen – Antwerpen – Essen                                                              |
| IC 23    | Ostende – Brügge – Kortrijk – Zottegem – Brüssel – Flughafen Brüssel                                |
| IC 23A   | Flughafen Brüssel – Brüssel – Gent – Brügge                                                         |
| IC 24    | Charleroi – Walcourt – Couvin                                                                       |
| IC 25    | Mons – La Louvière – Charleroi – Namur – Lüttich – Lüttich-Palais                                   |
| IC 26    | Kortrijk – Tournai – Ath – Enghien/Edingen – Brüssel – Dendermonde – Lokeren – Sint-Niklaas         |
| IC 27    | Charleroi – Namur – Brüssel-Luxemburg Bf.                                                           |
| IC 28    | Antwerpen – Sint-Niklaas – Lokeren – Gent                                                           |
| IC 29    | De Panne – Gent – Aalst – Brüssel – Flughafen Brüssel – Löwen – Landen                              |
| IC 30    | Turnhout – Herentals – Lier – Antwerpen                                                             |
| IC 31    | Brüssel – Mechelen – Antwerpen                                                                      |
| IC 32    | Brügge – Lichtervelde – Kortrijk                                                                    |
| IC 33    | Lüttich – Gouvy – Luxemburg                                                                         |
| IC 35    | Brüssel – Flughafen Brüssel – Antwerpen – Den Haag – Amsterdam                                      |